# Claudina (Lembá)
Claudina é uma aldeia de São Tomé e Príncipe, localiza-se no Distrito de Lembá, ilha de São Tomé, próxima às localidades de Frederico e de Dona Amélia.